# Кіслородмаш
ТОВ «Кислородмаш» (колишні назви — «Автогенмаш», «Кріогенмаш») — одеське підприємство з виробництва повітророздільних машин середньої та малої продуктивності.
Повітророзподільну установки низького тиску — новий напрямок діяльності ТОВ «Кислородмаш» г. Одесса На сьогоднішній день ТОВ «Кислородмаш» м. Одеса є єдиним підприємством в Україні, яке повністю самостійно займається проектуванням, виготовленням та обслуговуванням кріогенних повітророзподільних установок.
При створенні кріогенних установок, призначених для розділення газових сумішей або зрідження різних технічних газів, в першу чергу, прагнуть мінімізувати питоме енергоспоживання. Для цього оптимізуються їх технологічні схеми і робочі параметри, застосовується сучасне ефективне обладнання.
Основними видами діяльності ТОВ «Кислородмаш» м. Одеса є виробництво обладнання для транспортування, перекачування, газифікації технічних газів, в тому числі двоокису вуглецю. Виробництво і обслуговування кріогенної техніки, призначеної для отримання рідких і газоподібних продуктів поділу повітря — азоту, кисню, аргону.

## Історія підприємства
У 1945 році Радянським урядом ухвалено рішення про будівництво в Одесі автогенно-машинобудівного заводу з підпорядкуванням його Главкіслороду при СМ СРСР.
Рішенням виконкому Одеської міської ради депутатів № 889 від 30 серпня 1946 р на підставі клопотання Главкіслорода при СМ СРСР від 23.07.46 р за № Г-2 /1442 та заключеняня Управління Головного архітектора м. Одеси.
9 червня 1947 року Уповноважений Главкіслорода Одеського автогенно-машинобудівного заводу видав перший наказ по підприємству, а 24 липня цього ж року приступив до посади його перший директор І.Новіков.
24 лютого 1948 був підписаний договір з Генеральним підрядником Одеський будівельно-монтажним управлінням Главкіслорода на будівельно-монтажних роботи по титульному списку на 1948 рік та на виділеной Міськрадою території площею в 20 га, почалася закладка інженерних комунікацій, фундаменту під перші будівлі. Цей день став вважатися днем народження заводу «Автогенмаш».

### Скорочена історія підприємства
| Рік  | Докладніше |      |                                                                                                 |
| 1950 | Випущена перша Газорізальні машина ПМП-01 |      |                                                                                                 |
| 1951 | Побудований Механоскладальний цех |      |                                                                                                 |
| 1953 | Випущені перші зразки повітрерозподільчої установки КГН-30, насосів НЖК-4, НЖК-11, НЖК-12                                                                            |      |                                                                                                 |
| 1954 | Побудовано цех кисневих машин |      |                                                                                                 |
| 1955 | Здана в експлуатацію киснева станція |      |                                                                                                 |
| 1959 | Побудований новий цех автогенних машин і насосів (корпус № 1) |      |                                                                                                 |
| 1961 | Зданий в експлуатацію котельно-зварювальний цех (корпус № 2) |      |                                                                                                 |
| 1962 | Побудований новий цех кисневих машин (корпус№ 3) |      |                                                                                                 |
| 1972 | На базі заводу «Автогенмаш» і науково-дослідного інституту технології кріогенного машинобудування НІІТКріогенмаш створено науково-виробниче об'єднання «Кислородмаш» |      |                                                                                                 |
| 1994 | Рішенням загальних зборів трудового колективу заводу «Автогенмаш» створена організація орендарів заводу «Автогенмаш»                                                 |      |                                                                                                 |
| 1994 | Згідно з наказом Мінмашпрому України від 30.03.94 р № 463 НІІТКріогенмаш включений до складу заводу «Кислородмаш»                                                    |      |                                                                                                 |
| 1994 | Рішенням конференції уповноважених організації орендарів заводу «Автогенмаш» створено орендне підприємство «Кислородмаш»                                             |      |                                                                                                 |
| 1995 | - | 1995 | Конференція трудового колективу ОП «Кислородмаш» ухвалила рішення про приватизацію підприємства |
| 1995 | Конференція організації орендарів заводу «Автогенмаш» ухвалила рішення про реорганізацію організації орендарів заводу «Автогенмаш» в АТЗТ «Кислородмаш»              |      |                                                                                                 |
| 1996 | ЗАТ «Кислородмаш» зареєстровано Іллічівським райвиконкомом м. Одеси ЗАТ «Кислородмаш» зареєстровано як суб'єкт підприємницької діяльності                            |      |                                                                                                 |
| 1997 | Рішенням загальних зборів акціонерів ЗАТ «Кислородмаш» реорганізовано у ВАТ «Кислородмаш».                                                                           |      |                                                                                                 |
| 2006 | Рішенням загальних зборів акціонерів ВАТ «Кислородмаш» реорганізовано в ТОВ «Кислородмаш».                                                                           |      |                                                                                                 |
| ---- | --- | ---- | ----------------------------------------------------------------------------------------------- |

2015 рік — рішенням ради засновників ТОВ «Кислородмаш» частина території заводу здана в оренду, завод припинив випускати газорізальні машини та машини плазмового різання металу. На інших виробничих площах ТОВ Кислородмаш триває випускатися продукція і запчастини кисневого напрямки ВРУ, НСГ, ДТ.
ТОВ «Кислородмаш» розташоване за адресою колишнього ВАТ «Кислородмаш» — виробника криогенного обладнання і є його правонаступником і спадкоємцем. Підприємство має код ЄДРПОУ 40072353

## Продукція
Підприємство займається розробкою, постачанням та встановленням комплектного обладнання кріогенної техніки і запасних частин:
- Пристрої розділення повітря для виробництва рідких і газоподібних продуктів розділення повітря: кисню, азоту, аргону.
- Комплекси вуглекислотного обладнання для зберігання, газифікації, перекачування з ємності в ємність, заправлення балонів рідким діоксидом вуглецю.
- Стаціонарні пристрої газифікації рідких кисню, азоту, аргону і наповнення балонів або роботи в лінію тиском до 40 МПа.
- Автомобільні установки для перевезення та газифікації рідких кисню, азоту, аргону і наповнення балонів або роботи в лінію тиском до 20 МПа.
- «Холодні газифікатори» для газифікації рідких кисню, азоту, аргону і видачі їх споживачеві під тиском від 0,1 МПа до 1,6 МПа.
- Транспортні резервуари для зберігання і транспортування рідких кисню, азоту, аргону.
- Стаціонарні резервуари для зберігання рідкого кисню, азоту, аргону.
- Системи зберігання рідкого кисню, азоту, аргону.
- Компресорне обладнання.
- Насоси зріджених газів НСГ.
- Теплообмінна апаратура (теплообмінники, випарники, конденсатори, переохладители).
- Наповнювальні і розрядні рампи.
- Стенди для огляду і ремонту балонів.
- Повний асортимент запасних частин до всього перерахованого вище обладнання.
- Машини термічного різання серії «Комета», «Одеса» для фігурного і прямолінійного розкрою листового металу на базі систем ЧПУ власної розробки (виставка Weldex/Россварка'])

У 2002 р. — співробітники підприємства визнані лауреатами Державної премії України в галузі науки і техніки «за розробку методу і створення спеціального обладнання для одержання особливо чистого аргону методом низькотемпературної ректифікації та впровадження в промислове виробництво».